# Arquidiócesis de Nicosia
La arquidiócesis de Nicosia (en latín: Archidioecesis Nicosiensis, en italiano: Arcidiocesi di Nicosia, en griego: Αρχιεπισκοπή Λευκωσίας) fue una circunscripción eclesiástica de la Iglesia católica en Chipre. Se trataba de una arquidiócesis latina, sede metropolitana de la provincia eclesiástica de Nicosia. Fue suprimida de hecho el 1 de junio de 1586 al fallecer su último arzobispo y restaurada como arquidiócesis titular posiblemente en 1728 como arquidiócesis de Nicosia. Desde el 30 de abril de 1990 es sede vacante.

## Territorio y organización
La arquidiócesis extendía su jurisdicción sobre los fieles católicos de rito latino residentes en la parte central de la isla de Chipre, de norte a sur, abarcando los territorios de las diócesis griegas ortodoxas de Lefkosia, Citio (o Kition), Kyrenia, Chitri, Lapithos, Solos, Tremitunte y probablemente también Tamasos.
La sede de la arquidiócesis se encontraba en la ciudad de Nicosia (en el área ocupada por la República Turca del Norte de Chipre llamada Nicosia Norte o Kuzey Lefkoşa en idioma turco), en donde se hallaba la Catedral de Santa Sofía, terminada de construir en 1326 y que desde la ocupación otomana fue transformada en la actual mezquita Selimiye el 15 de septiembre de 1570.
La arquidiócesis tenía como sufragáneas a las diócesis de Famagusta, Limasol y Pafos. El obispo vicario griego correspondiente a la arquidiócesis de Nicosia tenía su sede en Solos.

## Historia

### Antecedentes
La diócesis o eparquía de Nicosia fue una sede episcopal de la Iglesia autocéfala de Chipre erigida en el siglo IV con el nombre de Ledron, Leuteon o Leucotheon y sufragánea de la arquidiócesis de Salamina. En época romana la ciudad era conocida como Ledra, mientras que durante la dominación bizantina llevó el nombre de Lefkousia (pero también el de Kallinikisis). Después de la destrucción de Salamina por los árabes musulmanes en 647, la ciudad de Nicosia se hizo cada vez más importante hasta que se convirtió en la capital de Chipre circa 965, cuando la armada bizantina restauró el control bizantino completo sobre la isla. De la antigua sede griega se conoce un solo obispo en el primer milenio, san Trifillio, recordado al 13 de junio en el Martirologio romano, discípulo de san Espiridón de Tremitonte, que tomó parte del Concilio de Sárdica (343 o 344).

### Arquidiócesis de Nicosia
En 1184 Isaac Ducas Comneno, exgobernador bizantino de Isauria fue liberado por sus captores armenios, se dirigió a Chipre con mercenarios y con cartas falsificadas con sello imperial y fue reconocido como déspota de Chipre. Tras ser arrestado, logró escapar de Constantinopla y apoderarse de Chipre, en donde aprovechando el derrocamiento del emperador Andrónico I Comneno, nombró un patriarca y se hizo proclamar emperador en 1185.
En mayo de 1191 la isla de Chipre fue conquistada por el rey Ricardo Corazón de León de Inglaterra, quien había llegado a la región con el fin de participar en la tercera cruzada y recibió afrentas del gobernante de Chipre. Después, el rey Ricardo vendió la isla a los caballeros templarios, los cuales a su vez, luego de una revuelta la retornaron al rey Ricardo, quien la vendió en 1192 al desterrado rey francés del Reino de Jerusalén, Guido de Lusignan. Lusignan estableció una sociedad feudal occidental en Chipre y una dinastía (el Reino de Chipre) que duró casi 300 años.
El rey Emerico de Chipre envió a su canciller y archidiácono Alain a Roma para negociar con el papa la organización de la Iglesia chipriota. Muy pronto, a consecuencia de estos cambios, una jerarquía latina fue instaurada en Chipre el 13 de diciembre de 1196, en detrimento de la autóctona jerarquía ortodoxa de la isla. El 3 de enero de 1197 Alain como primer arzobispo latino de Nicosia recibió el palio del papa Celestino III y se establecieron 3 diócesis sufragáneas: Famagusta, Limasol y Pafos. La población minoritaria católica se agrupó en algunas ciudades costeras, como Famagusta y en Nicosia, la capital. Los católicos conservaron las riendas del poder, mientras que la mayoría de población autóctona griega vivía en el campo, lo cual era una política muy parecida a la llevada a cabo en el Reino de Jerusalén. La Iglesia ortodoxa chipriota permaneció en la isla, aunque perdió bastante poder y se vio forzada a ponerse bajo la autoridad del nuevo arzobispo latino de Chipre. Luego del modus vivendi de las primeras tres décadas en las cuales la Iglesia ortodoxa mantuvo su autocefalía, comenzó la política de sumisión de la jerarquía ortodoxa a la latina. El IV Concilio de Letrán en 1215 (canon 9) reconoció la existencia de varios ritos y costumbres bajo una sola fe católica y autorizó el nombramiento de vicarios orientales como asistentes de los obispos latinos, por lo que prohibió más de un obispo al frente de una misma diócesis. Por esta razón el papa Honorio III insistió en la sumisión en Chipre de las jerarquías griega, armenia, maronita, nestoriana y jacobita. En 1222 la reina Alicia de Chipre concluyó un acuerdo con la nobleza y la jerarquía latina de la isla, por el cual se dispuso:

(...) sólo cuatro obispos griegos permanecerán permanentemente en Chipre y serán obedientes a la Iglesia Romana y a nosotros, al arzobispo y nuestros sufragáneos de acuerdo con la costumbre del Reino de Jerusalén y vivirán en los lugares correspondientes que se mencionan a continuación. Estos lugares están en la diócesis de Nicosia, en Solos; en la diócesis de Pafos, en Arsinoe; en la diócesis de Limasol, en Lefkara; en la diócesis de Famagusta, en Karpasia.

Durante el episcopado de su sucesor, Thierry, el patriarca latino de Constantinopla Tomás Morosini trató de someter a su jurisdicción a la joven Iglesia latina de Chipre, pero sus intentos fueron infructuosos.
Los mártires de Kantara fueron 13 monjes ortodoxos del monasterio de Kantara en Chipre, perseguidos y ejecutados en mayo de 1231 a petición del papa Gregorio IX y bajo la dirección de su emisario, Andrés. Tras un juicio inquisitorial por negarse a usar pan sin levadura para la Eucaristía, fueron encarcelados, torturados y luego quemados vivos. Uno de ellos murió en prisión antes de ser ejecutado.
El 3 de julio de 1260 el papa Alejandro IV promulgó la bula Constitutio Cypria, por la cual se dispuso que los 4 obispos grecochipriotas (Solos, Arsinoe, Lefkara y Karpasia) conservaran su estatus, solo pudiendo ser trasladados, depuestos o condenados por el papa y quedaron bajo supervisión de los prelados latinos. La autocefalía de la Iglesia de Chipre fue entendida como exenta de la jurisdicción de los patriarcados, pero no de la del papa, quien se la pasó a los obispos latinos de Chipre. Se les permitió ser elegidos de la forma tradicional, y luego debían jurar obediencia a sus superiores latinos. También mantener sus cortes y su rito. El arzobispado fue suprimido a la muerte del arzobispo Germanos y la sede convertida en un vicariato griego con sede en Solos, cerca de Morfou (se fusionaron en ella los antiguos obispados de Solos, Tamasos, Tremitunte, Citio, Quitri, Kyrenia y Lapeto). Cada uno de los 4 obispos griegos remanentes estaba bajo dependencia del obispo católico de la zona, constituyendo en realidad vicariatos autónomos dentro de cada diócesis latina. A pesar de las fricciones iniciales, las dos Iglesias gradualmente lograron coexistir pacíficamente, conservando los ortodoxos sus ritos y tradiciones bajo supervisión latina. 
Hacia 1260 en algunos monasterios ortodoxos que habían quedado bajo la autoridad de los obispos latinos varias órdenes monásticas occidentales fundaron casas en la isla, a menudo beneficiadas por la sistemática confiscación de las propiedades eclesiásticas ortodoxas. 
Desde la Caída de Acre en 1291 el patriarca latino de Jerusalén residió en Chipre, permaneciendo hasta la conquista genovesa en 1374, aunque conservando cierta jurisdicción nominal sobre la isla. En 1373-1374 Nicosia fue ocupada y devastada por la República de Génova y en 1426 por el sultanato mameluco de Egipto. En 1489, cuando Chipre quedó bajo el dominio de la República de Venecia, Nicosia se convirtió en su centro administrativo. 
Durante la era del Cisma de Occidente, la Iglesia latina de Chipre se puso del lado del papado de Aviñón.
Nicosia fue ocupada por el Imperio otomano el 9 de septiembre de 1570, de los 21 000 habitantes de la ciudad solo sobrevivieron entre 1100 y 1200 al asedio y todas las iglesias, edificios públicos y palacios fueron saqueados. La presencia occidental en la isla terminó con la caída de Famagusta en 1571. Los que no lograron escapar fueron masacrados por los turcos, que también arrasaron la mayoría de los lugares de culto de rito latino, los transfirieron a la renovada Iglesia ortodoxa o los transformaron en mezquitas: este fue el destino de la Catedral de Santa Sofía en Nicosia. El último arzobispo de Nicosia fue Filippo Mocenigo, quien pudo escapar de la muerte solo porque estuvo en Roma en los días de la conquista otomana, falleció el 1 de junio de 1586 quedando vacante la sede. Con el fin de la dominación latina en la isla, Nicosia se convirtió en la sede de los arzobispos griegos, que volvieron a ser parte de la Iglesia ortodoxa luego de casi 4 siglos de unión forzada con la Iglesia católica, restaurándose el arzobispado de Chipre y los obispados metropolitanos de Pafos, Kition y Kyrenia.
Tras la conquista otomana los frailes franciscanos regresaron a Chipre a finales del siglo XVI y principios del siglo XVII. En 1629 la Congregación de Propaganda Fide nombró un obispo residente en Chipre, pero en 1684 el papa puso Chipre bajo la jurisdicción de la Custodia de Tierra Santa. En 1899 fue restaurado como residencial el patriarcado latino de Jerusalén, con jurisdicción en Chipre. Hoy Nicosia es la sede del vicario patriarcal para Chipre y allí se encuentra una de las 4 parroquias católicas chipriotas, que está dedicada a la Santa Cruz.

### Arquidiócesis titular
Desde al menos 1728 Nicosia figura entre las sedes archiepiscopales titulares de la Iglesia católica como arquidiócesis de Nicosia. Desde el 30 de abril de 1990 es sede vacante.

## Episcopologio

### Obispos griegos
- San Trifillio † (mencionado en 343/344)

### Arzobispos latinos
- Alain † (13 de diciembre de 1196-después del 1 de febrero de 1202 falleció)
- Thierry o Terry † (después del 28 de enero de 1206-1210/1211 falleció)
- Durand † (30 de diciembre de 1211-?)
- Albert †[nota 3]
- Eustorge de Montaigu † (antes del 23 de julio de 1217-28 de abril de 1250 falleció)
- Hugo de Fagiano (o de Pisa), O.S.A. † (23 de diciembre de 1250[nota 4]-1260 renunció)
- Juan Colonna † (mencionado en 1262)
- Egidio † (20 de septiembre de 1267-? falleció)
- Jean d'Angoulême, O.P. † (mencionado el 29 de septiembre de 1268-? falleció)
- Bertrand Bernardi † (antes de octubre de 1270-después de 1273 renunció)
- Ranulfo † (30 de julio de 1278-1286 falleció)
- Henri de Gibelet † (1286-1286 renunció)
- Guido de Novavilla † (1286-? renunció)
- Juan de Pisa, O.F.M. † (30 de octubre de 1388-4 de marzo de 1296 nombrado arzobispo de Torres)[nota 5]
- Gérard de Langres † (24 de abril de 1295-15 de agosto de 1303 depuesto)
  - Henri de Gibelet † (15 de agosto de 1303-?) (administrador apostólico)
  - Tommaso de Muro † (8 de enero de 1306-?) (administrador apostólico)
  - Pierre Erlant † (8 de mayo de 1308-?) (administrador apostólico)
  - Pierre de Brie † (antes del 4 de enero de 1311-?) (administrador apostólico)
- Giovanni di Polo, O.P. † (10 de mayo de 1312-1 de agosto de 1332 falleció)
- Élie de Nabinal, O.F.M. † (16 de noviembre de 1332-12 de julio de 1342 nombrado patriarca titular de Jerusalén)
- Philippe de Gaston † (25 de septiembre de 1342-21 de julio de 1360 nombrado arzobispo de Burdeos)
- Raimundo de Pradella † (29 de enero de 1361-29 de enero de 1376 falleció)
- Béranger Grégoire, O.S.B.Clun. † (4 de agosto de 1376-6 de octubre de 1382 falleció)
- Obediencia aviñonesa:
  - Andrea Michelis † (25 de mayo de 1383-1406 falleció)
  - Hugues de Lusignan † (8 de julio de 1411-5 de marzo de 1421 nombrado arzobispo) (administrador apostólico)
- Obediencia romana:
  - Luchino † (1382/1383-circa 1395 falleció)
  - Corrado Caracciolo † (25 de junio de 1395-2 de octubre de 1402 nombrado arzobispo, a título personal de Mileto)
  - Stefano da Carrara † (10 de abril de 1402-3 de octubre de 1412 nombrado arzobispo, a título personal de Teramo)
- Hugues de Lusignan † (5 de marzo de 1421-agosto de 1442 falleció)
- Gelasio di Montolif † (septiembre de 1442-10 de febrero de 1447 nombrado arzobispo titular de Tarso)
- Giovanni Moreli † (10 de febrero de 1447-19 de abril de 1447 nombrado arzobispo de Colossi)
- Andrea di Costantinopoli, O.P. † (19 de abril de 1447-febrero de 1451 falleció)[11]
  - Isidoro de Kiev † (10 de mayo de 1456-27 de abril de 1463 falleció) (administrador apostólico)
- Nicola Guglielmo Goner, O.E.S.A. † (antes de mayo de 1467-antes de junio de 1469 renunció)[nota 6]
- Louis Fenollet † (14 de septiembre de 1471-22 de marzo de 1476 nombrado arzobispo, a título personal de Capaccio)
- Giovanni Francesco Brusato † (22 de marzo de 1476-1476 falleció)
- Vittore Marcello † (7 de febrero de 1477-1483 o 1484 falleció)
- Benedetto Superanzio (Soranzo) † (2 de junio de 1484-julio de 1495 falleció)
  - Domenico Grimani † (3 de julio de 1495-4 de septiembre de 1495) (administrador apostólico)
- Sebastiano Priuli † (4 de septiembre de 1495-2 de octubre de 1502 falleció)
- Aldobrandino Orsini † (5 de octubre de 1502-agosto o de septiembre de 1524 renunció)
- Livio Podocathor † (5 de octubre de 1524-24 de agosto de 1552 renunció)
- Cesare Podocathor, O.S.Jo.Hier. † (24 de agosto de 1552-20 de noviembre de 1557 falleció)
- Filippo Mocenigo † (13 de marzo de 1560-1 de junio de 1586 falleció)

### Arzobispos titulares
- Raniero Felice Simonetti † (14 de junio de 1728-15 de mayo de 1747 instalado cardenal presbítero de Santa Susana)
- Carlo Vittorio Amedeo delle Lanze † (11 de agosto de 1747-12 de abril de 1773 renunció)
- Giuseppe Vincentini † (11 de septiembre de 1775-5 de octubre de 1779 falleció)
- Giuseppe Rossi † (19 de diciembre de 1791-13 de febrero de 1797 falleció)
- Antonio Fernando Echanove Zaldívar † (2 de octubre de 1818-13 de marzo de 1826 nombrado arzobispo de Tarragona)
- Filippo Maria Albertino Bellenghi, O.S.B.Cam. † (23 de junio de 1828-22 de marzo de 1839 falleció)
- Giovanni Niccolò Tanara † (2 de julio de 1832-17 de diciembre de 1832 nombrado arzobispo de Urbino)
- Pietro Naselli, C.O. † (13 de julio de 1840-16 de diciembre de 1862 falleció)
- Stepanos Bedros Azarian † (14 de agosto de 1877-4 de agosto de 1881 nombrado patriarca de Cilicia)
- Elia Bianchi † (3 de julio de 1882-7 de septiembre de 1889 falleció)
- Henry O'Callaghan † (1 de octubre de 1889-11 de octubre de 1904 falleció)
- Cesare Boccanera † (11 de diciembre de 1905-27 de febrero de 1915 falleció)
- Francesco Cherubini † (9 de diciembre de 1915-12 de abril de 1934 falleció)
- Guglielmo Piani, S.D.B. † (21 de abril de 1934-27 de septiembre de 1956 falleció)
- Aurelio Signora † (12 de marzo de 1957-30 de abril de 1990 falleció)